# Ackland Motorcycles Co
Ackland Motorcycles Co fou un fabricant de motocicletes britànic amb seu a St. Mary's Road, a Southampton. L'empresa va ser fundada el 1895 per William Charles Ackland (1871-1942) com a fabricant de bicicletes. El fill d'Ackland, William George Ackland (1903-1994), va entrar més tard a l'empresa.
El 1919, Ackland va començar a produir motocicletes. L'empresa feia servir components de proveïdors diversos per a les boixes, motors i caixes de canvis. Mentre la majoria de fabricants semblants triaven motors de dos temps Villiers, Ackland feia servir els més cars i resistents V-twins de JA Prestwich Industries Ltd (J.A.P.). La producció va durar del 1919 al 1924, mentre que la de bicicletes va continuar fins al 1936.
Al Southampton Museum s'hi exposa un exemplar restaurat de motocicleta Ackland de 1922. Aquesta moto en particular duu un motor JAP de 680 cc, caixa de canvis Sturmey Archer de 3 velocitats i enllumenat de carbur.